# 凡尔赛大街
凡尔赛大街（Avenue de Versailles）是法国巴黎十六区的一条街道。

## 位置

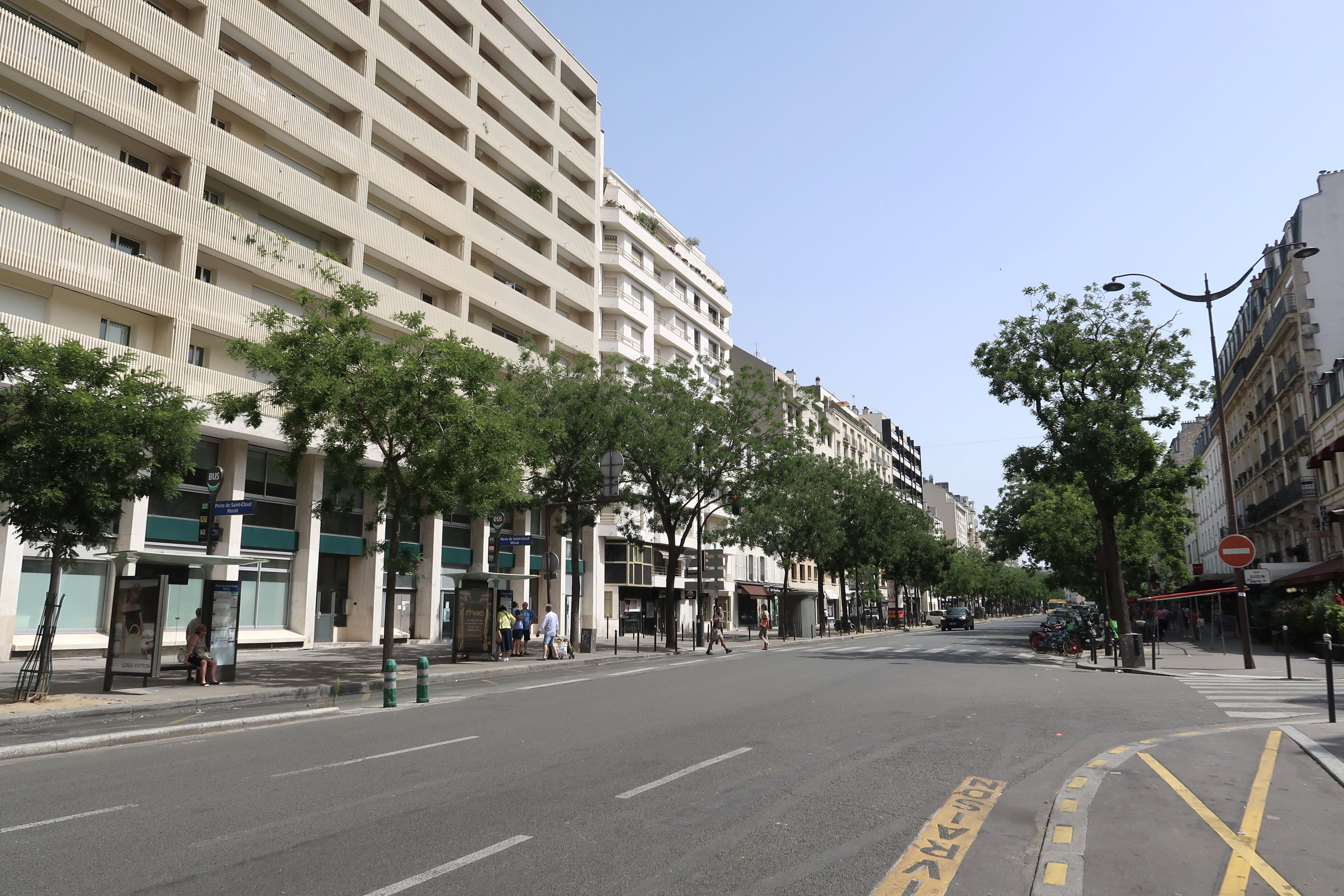
街景

凡尔赛大街始于克雷芒·阿德尔广场（Place Clément-Ader），靠近法国广播电台和塞纳河, 止于圣克卢门广场（Place de la Porte-de-Saint-Cloud）。长2.080米，宽26米。

## 路名
这条路的名字来源于它所通向的法国国王的住所凡尔赛的凡尔赛宫。命名于1877年2月1日。

## 历史

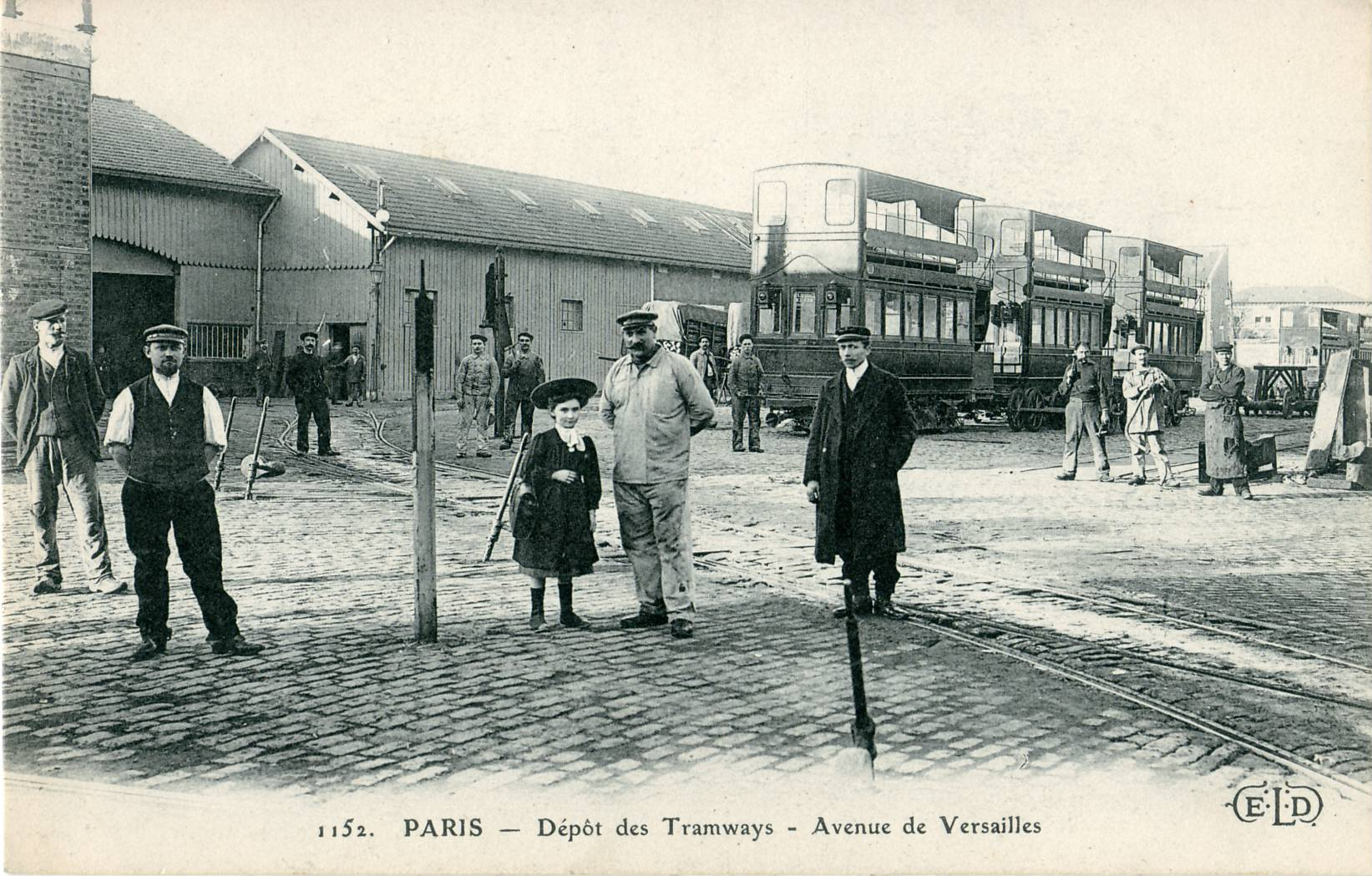

这里原属欧特伊市。1860年并入巴黎。

## 建筑
- 16号: 立面的浮雕描绘的是赫拉克勒斯与勒拿九头蛇战斗
- 25号
- 42号
- 70-72号
- 75-77号 :
- 98-100号
- 114 ter
- 123号 :
- 123号
- 142号
- 143号 ：巴黎第五大学大学技术学院
- 185号 ：勒内·卡森中学

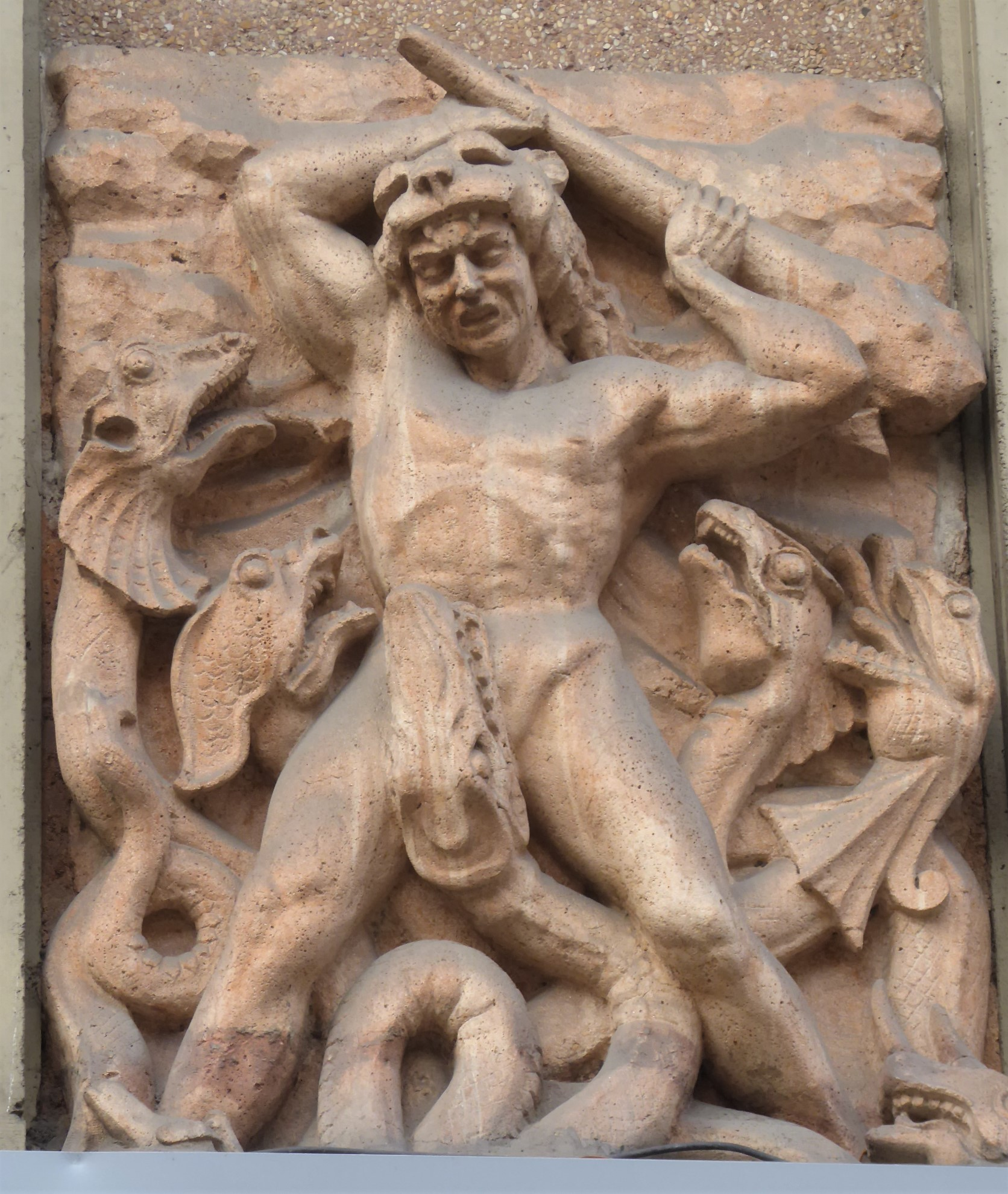
16号浮雕
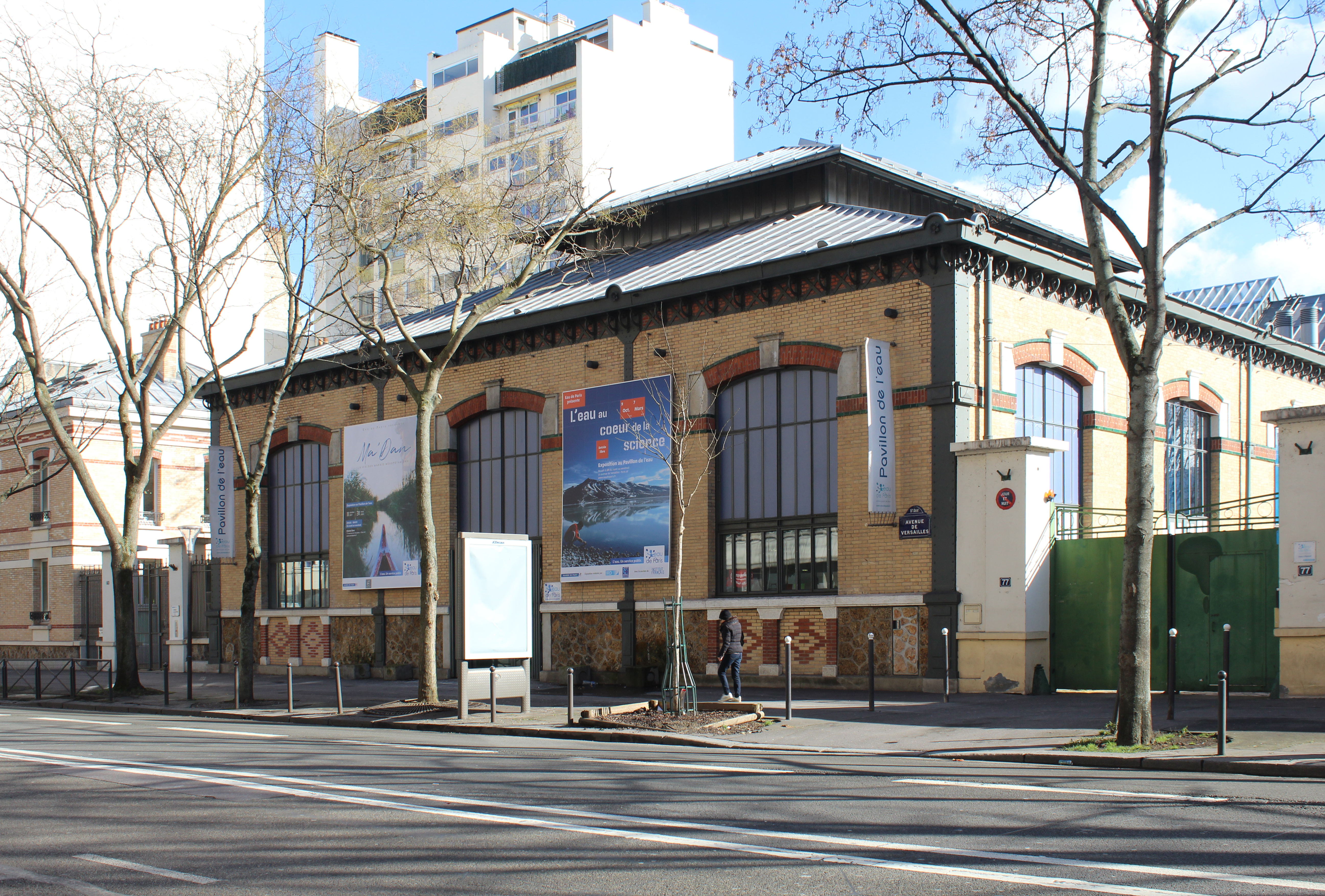
Pavillon de l'eau.
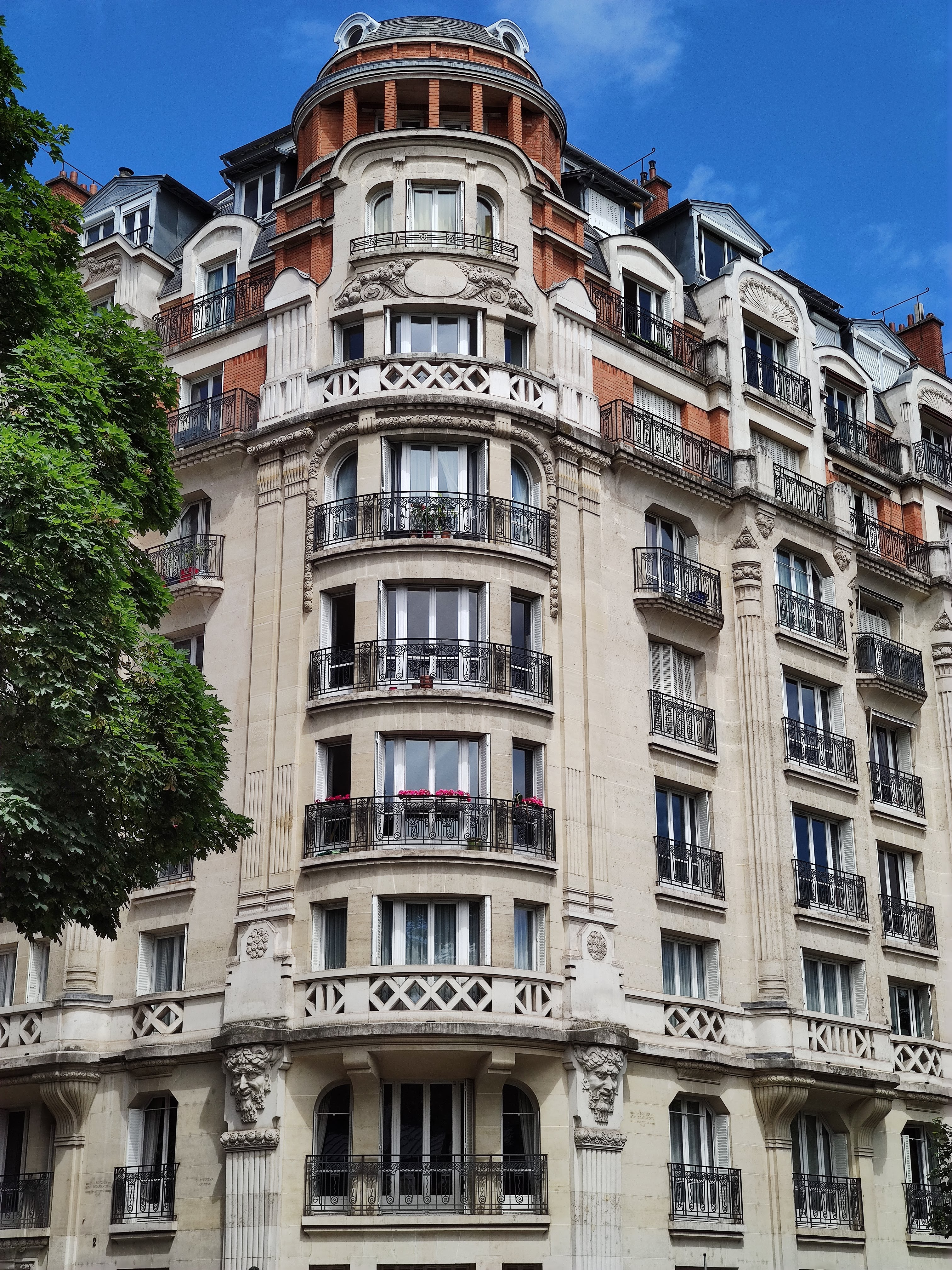
70-72号
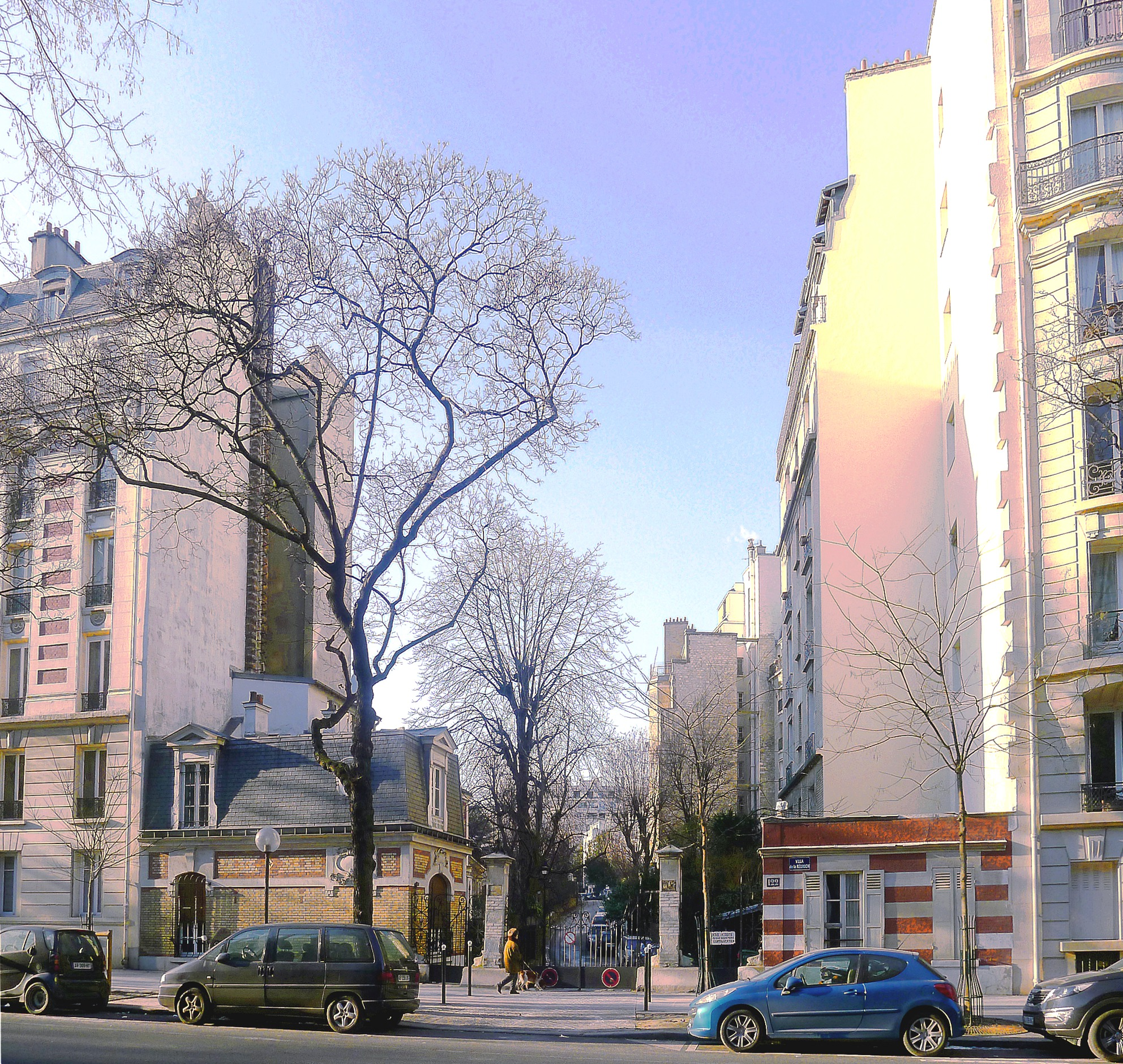
122 号
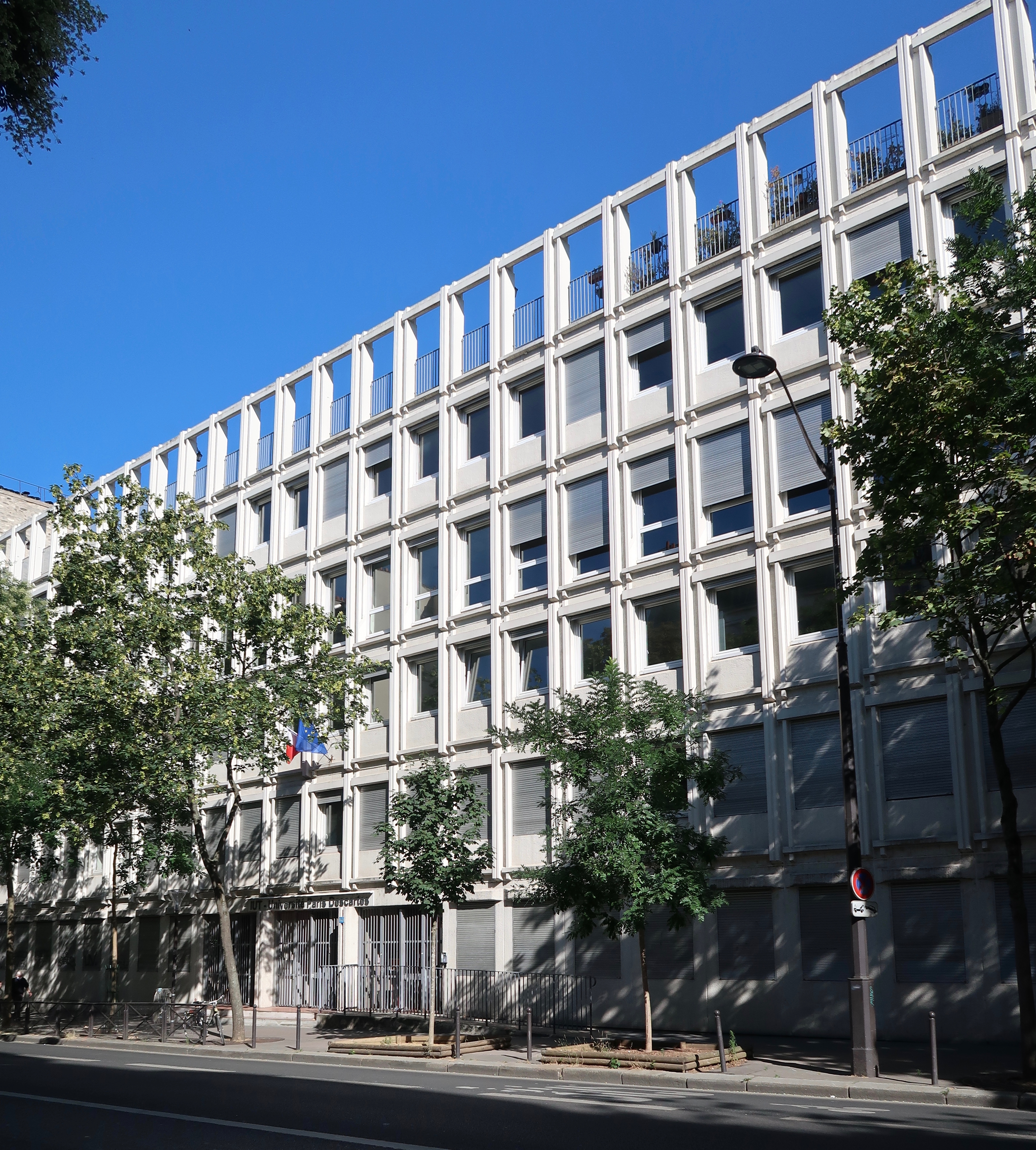
143号
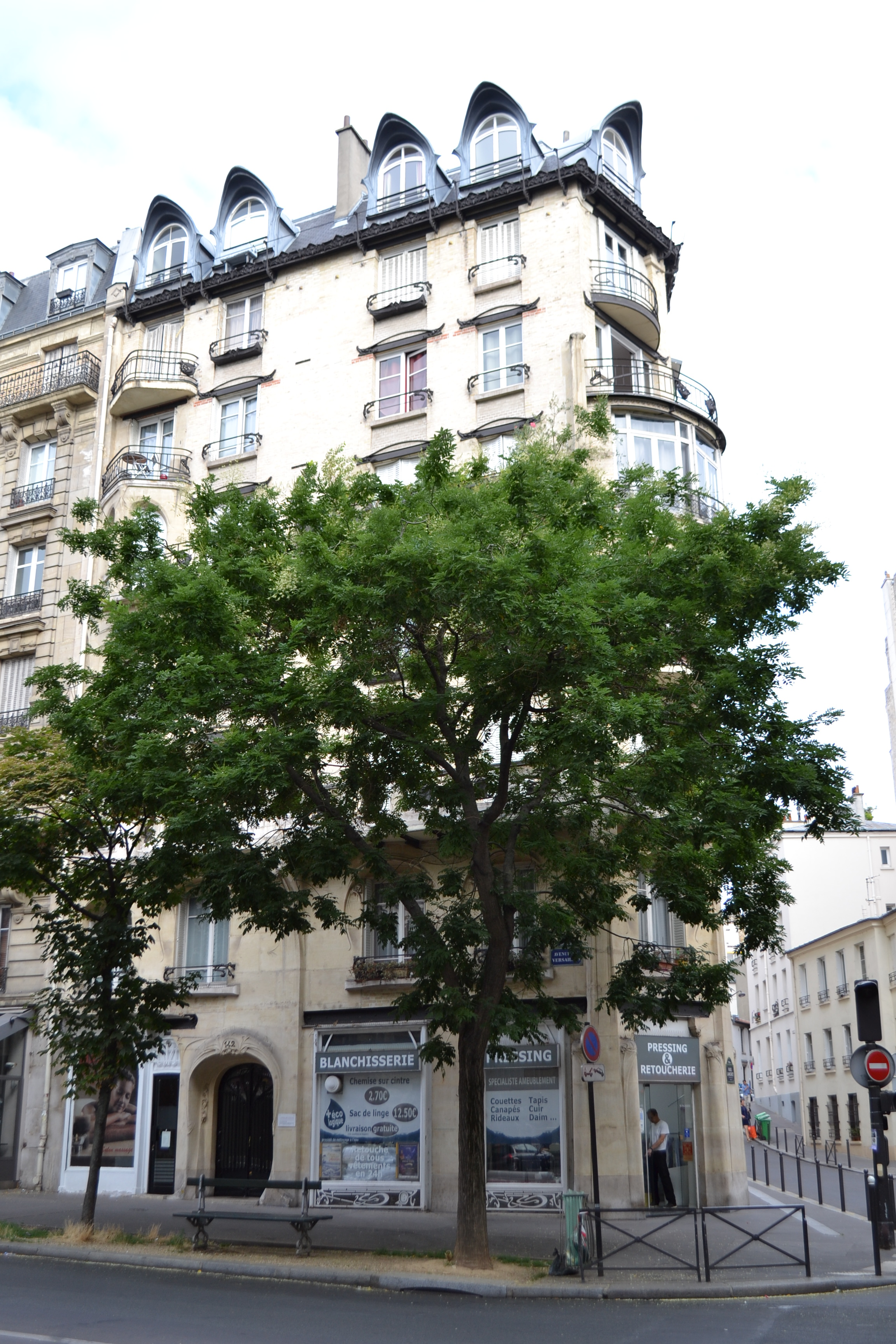
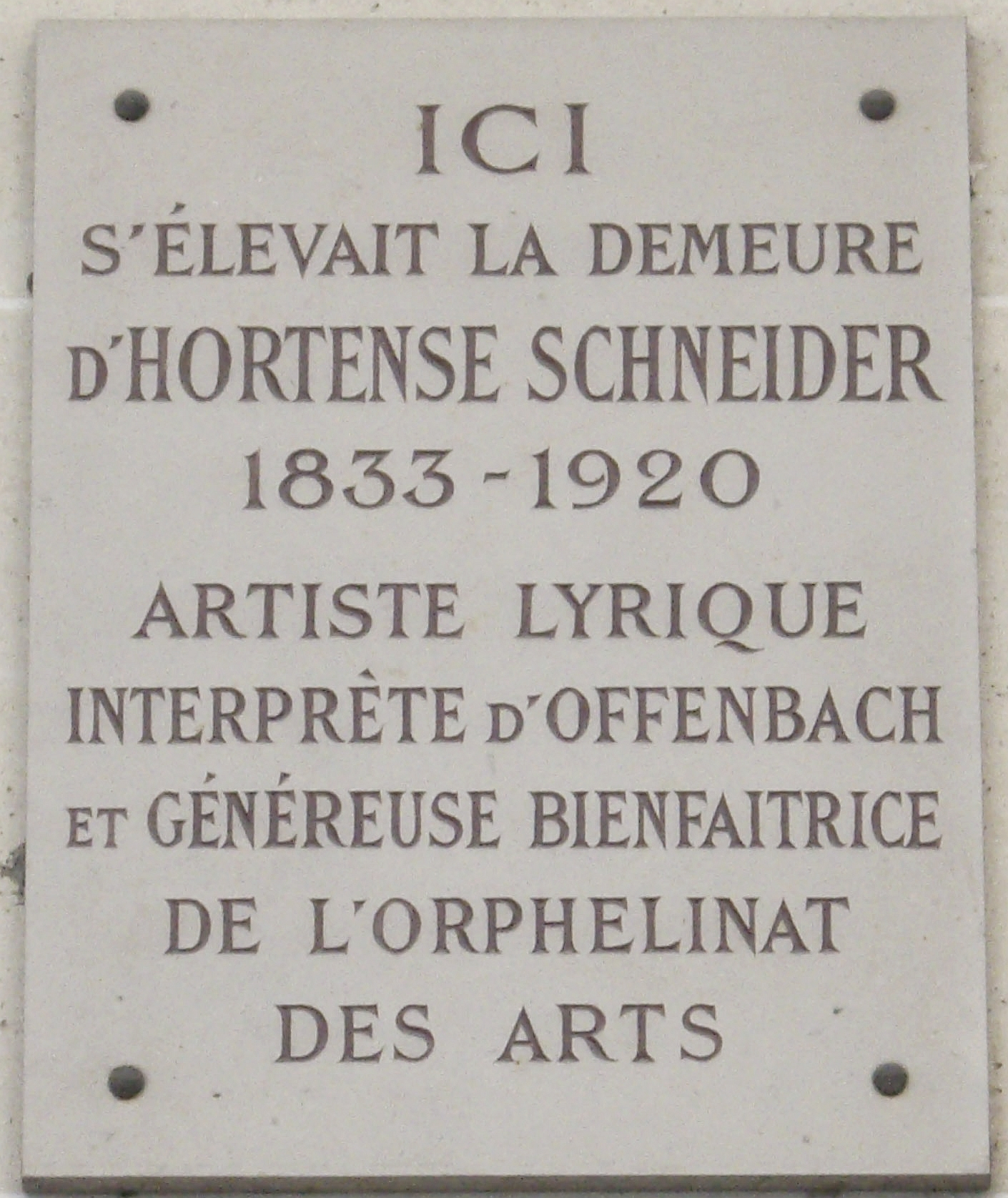
123号门牌.
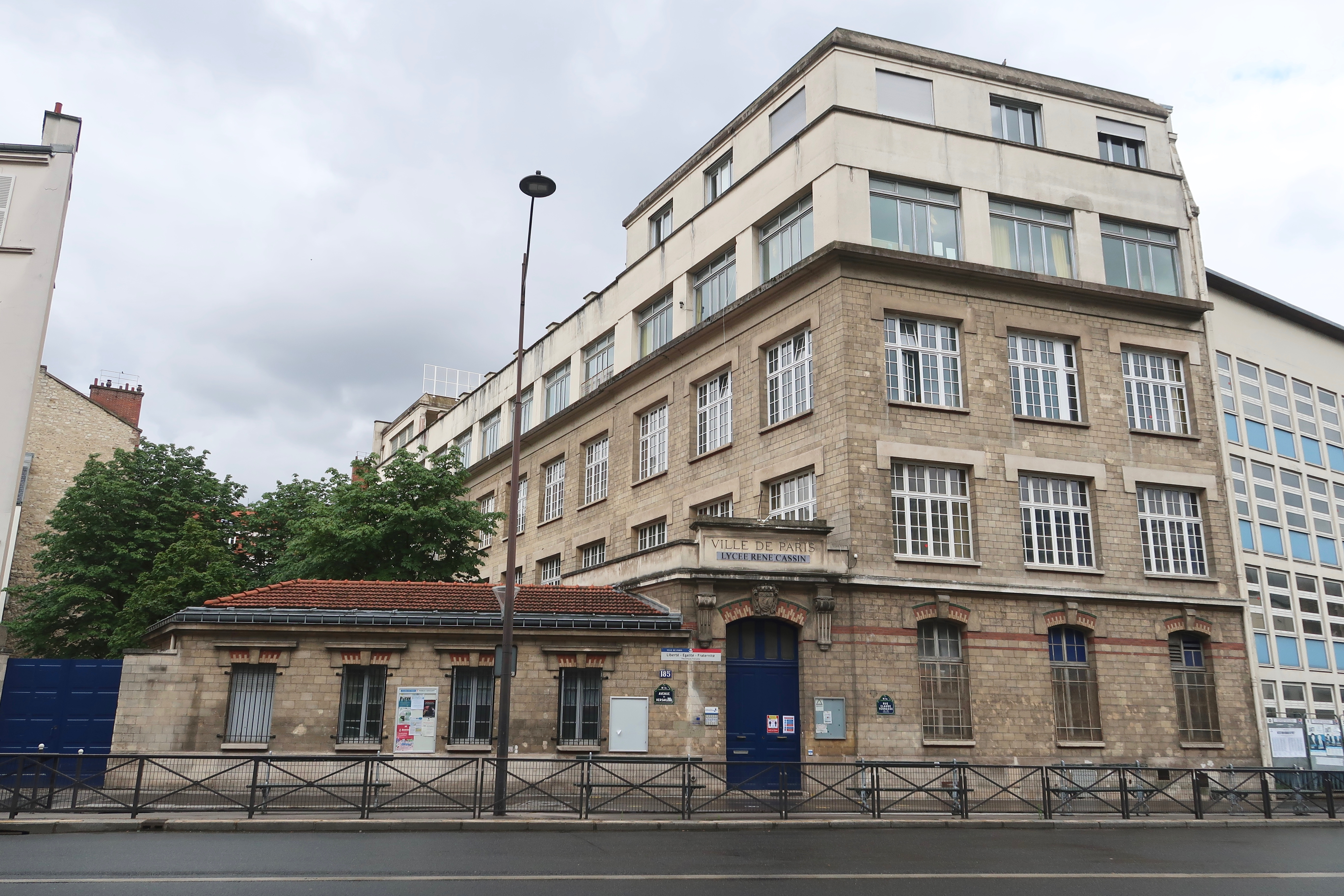
185号